# Henri Pfeiffer
Pour les articles homonymes, voir Pfeiffer.
Henri Pfeiffer est un peintre abstrait élève de Klee et Kandinsky, au Bauhaus, né le 12 juin 1907 à Cassel en province de Hesse-Nassau et décédé le 5 septembre 1994 à Maisons-Laffitte en France. Il est principalement connu pour ses travaux sur l'harmonie des couleurs.

## Biographie
1907 : naissance à Cassel d'un père architecte et d'une mère pianiste. Henri Pfeiffer est issu d'une famille qui possède une dizaine de peintres dans son arbre généalogique, le plus ancien connu étant un peintre sur vitrail du XVIe siècle.
1921 : études de dessin anatomique chez le sculpteur Carl Menser à l'université de Bonn.
1922 : grandes études de peinture chez Hans Thuar (de).
1924 : apprentissage au Bauhaus de Weimar.
1925 : effectue des recherches spéciales à l'école supérieure de chimie de Bonn auprès de son oncle après la fermeture du Bauhaus. Mise au point une nouvelle technique de peinture sur toile.
1927 : création d'une nouvelle technique d'aquarelle sur papier
1928 : inscription à l'université de Cologne.
1929 : rentrée au Bauhaus rouvert à Dessau. Il suit les cours de Vassily Kandinsky et Paul Klee.
1931 : il s'établit avec Paul Klee à Düsseldorf.
1932 : passe son doctorat à Cologne, il peint et créé ainsi son œuvre durant ses études.
1933 : nouvelle fermeture du Bauhaus par les nazis qui interdisent à Henri Pfeiffer d'exercer son art.
1952 : Henri Pfeiffer est naturalisé français et reçoit une commande de recherches par la France.
1956 : son livre "L'Harmonie des couleurs" paraît chez Dunod à Paris.
1959 et 1961 : exposition de ses aquarelles à Paris.
1960 à 1985 : Henri Pfeiffer enseigne la chromatologie à Paris, en particulier à l'École des Arts Appliqués et 
dans diverses facultés, son œuvre est exposée régulièrement en France et dans le monde entier.
1994 : Henri Pfeiffer s'éteint à son domicile à l'âge de 87 ans

## Œuvre
L'œuvre d'Henri Pfeiffer s'inscrit dans le mouvement abstrait. Ses toiles et aquarelles possèdent une harmonie proprement musicale d'après ses admirateurs. C'est cette caractéristique qu'il approfondira tout au long de sa vie, à travers ses toiles et aquarelles, mais également à travers ses recherches personnelles qui sont en partie détaillées dans son livre "L'harmonie des couleurs".

## Collection
Les œuvres d'Henri Pfeiffer sont actuellement collectionnées en France, en Allemagne, en Angleterre, en Suisse et aux États-Unis.